# Ешленд (Каліфорнія)
Ешленд (англ. Ashland) — переписна місцевість (CDP) в США, в окрузі Аламіда штату Каліфорнія. Населення — 23 823 особи (2020).

## Географія
Ешленд розташований за координатами 37°41′39″ пн. ш. 122°6′57″ зх. д. / 37.69417° пн. ш. 122.11583° зх. д. (37.694162, -122.115920).  За даними Бюро перепису населення США в 2010 році переписна місцевість мала площу 4,76 км², уся площа — суходіл.

## Демографія
Згідно з переписом 2010 року, у переписній місцевості мешкало 21 925 осіб у 7270 домогосподарствах у складі 5010 родин. Густота населення становила 4605 осіб/км².  Було 7758 помешкань (1629/км²).
Расовий склад населення:
| - 30,6 % — білих - 19,5 % — чорних або афроамериканців - 18,4 % — азіатів - 1,2 % — вихідців з тихоокеанських островів - 1,1 % — корінних американців - 23,4 % — осіб інших рас |

До двох чи більше рас належало 5,9 %. Частка іспаномовних становила 42,8 % від усіх жителів.
За віковим діапазоном населення розподілялося таким чином: 27,8 % — особи молодші 18 років, 64,6 % — особи у віці 18—64 років, 7,6 % — особи у віці 65 років та старші. Медіана віку мешканця становила 31,4 року. На 100 осіб жіночої статі у переписній місцевості припадало 95,2 чоловіків;  на 100 жінок у віці від 18 років та старших — 91,3 чоловіків також старших 18 років.
Середній дохід на одне домашнє господарство  становив 55 759 доларів США (медіана — 45 621), а середній дохід на одну сім'ю — 62 433 долари (медіана — 49 716). Медіана доходів становила 40 285 доларів для чоловіків та 35 250 доларів для жінок. За межею бідності перебувало 18,4 % осіб, у тому числі 22,3 % дітей у віці до 18 років та 13,5 % осіб у віці 65 років та старших.
Цивільне працевлаштоване населення становило 10 007 осіб. Основні галузі зайнятості: освіта, охорона здоров'я та соціальна допомога — 20,2 %, науковці, спеціалісти, менеджери — 14,7 %, роздрібна торгівля — 10,3 %, виробництво — 9,5 %.